# Sky Lynx
Sky Lynx personaje ficticio (Autobots), perteneciente al universo Transformers. 
Sky Lynx está formado por dos partes, un trasbordador espacial que puede transformarse en una criatura similar a un ave (Archaeopteryx), y el transporte de tierra del trasbordador, que se transforma en lince. Las dos partes se pueden combinar en una sola criatura, similar a un dinosaurio o un dragón (esta forma sustituye la forma humanoide de la mayoría de los Transformers). Sky Lynx es uno de los Transformers de tamaño Mediano G1. (un poco más pequeño que Metroplex o Trypticon; y podría considerarse como un Cuádruple-Changer (versión G-1) o un Penta-Changer (Versión WFC: Earthrise.)

## Serie animada
Sky Lynx  aparece en la tercera temporada de los Transformers. El personaje es presentado con una Personalidad un tanto fanfarrón y orgulloso, pero con un toque Humorístico, ya que resentía ser puesto en la misma categoría que los Dinobots por su forma Bestia); en su doblaje original (inglés) tiene acento británico.
Sus principales enemigos son los Predacons, quienes se combinan en Predaking.
Sky linx tiene un importante rol durante la saga en que Optimus Prime regresa a la vida.